# Hanna Kanapazkaja

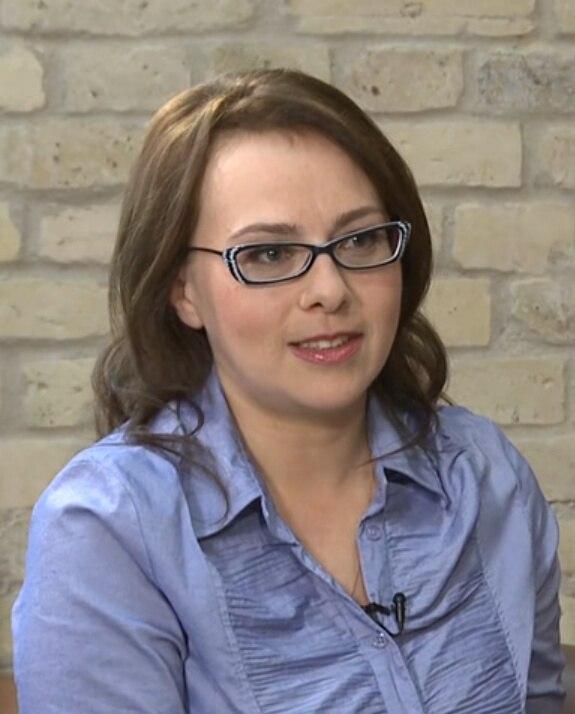
Hanna Kanapazkaja, 2015

Hanna Anatoleuna Kanapazkaja (belarussisch Ганна Анатолеўна Канапацкая, russisch Анна Анатольевна Канопацкая Anna Anatoljewna Kanopazkaja; * 29. Oktober 1976 in Minsk, Weißrussische SSR) ist eine belarussische Juristin und Politikerin (parteilos, bis 2019 Vereinigte Bürgerpartei/VBP).
Sie trat bei den Präsidentschaftswahlen 2020 und 2025 als unabhängige Kandidatin an und war zuvor von 2016 bis 2019 für die VBP Abgeordnete im Repräsentantenhaus.

## Leben
Hanna Kanapazkaja wurde 1976 in Minsk als Tochter eines Brotfabrik- und Geflügelfarmbesitzers und einer Hausfrau geboren. Sie studierte Rechtswissenschaft an der Belarussischen Staatsuniversität und arbeitete später als Rechtsanwältin und Unternehmerin. Sie spricht fließend Deutsch und Englisch.
Sie hat einen Sohn und eine Tochter, die aufgrund der Oppositionsaktivitäten von Kanapazkaja im Ausland studieren.

## Politische Karriere
Kanapazkaja ist nach eigenen Angaben seit 1995 in der Opposition gegen Präsident Aljaksandr Lukaschenka tätig und war zeitweise wegen ihrer Aktivitäten inhaftiert worden. Bei der Parlamentswahl 2016 kandidierte sie für die Vereinigte Bürgerpartei (AGP) und gewann als einzige Kandidatin ihrer Partei einen Sitz. Sie war damit neben Alena Anissim die erste Repräsentantin der Opposition im Parlament seit 2004. Im Wahlkampf hatte sie sich unter anderem für den Bau von neuen Schulen eingesetzt. Als Abgeordnete sah sie ihre wichtigste Aufgabe darin, der Bevölkerung die Bedeutung und Arbeit des Parlaments zu vermitteln, Probleme auf lokaler Ebene zu lösen und war unter anderem an der Ausarbeitung von Gesetzentwürfen für Investitionen und Privatisierungen beteiligt, die jedoch vom Präsidenten abgelehnt wurden.
Im Vorfeld der Parlamentswahl 2019 lehnte ein Parteikongress der VBP eine erneute Kandidatur Kanapazkajas mehrheitlich ab, nachdem ihr unter anderem vorgeworfen worden war, den mutmaßlichen Wahlbetrug seitens der Regierung als Abgeordnete nicht ausreichend thematisiert zu haben. Infolge weiterer parteiinterner Streitigkeiten nach der Wahl, bei der die VBP keinen Sitz gewann, trat Kanapazkaja aus der Partei aus.
Im März 2020 versuchte Kanapazkaja, Kandidatin der Opposition bei der Präsidentschaftswahl 2020 zu werden, jedoch wurde sie wegen Unregelmäßigkeiten bei ihren Bewerbungsunterlagen nicht zu den Vorwahlen zugelassen. So hatte sie nicht die erforderliche Anzahl von Unterstützungsunterschriften erreicht und drei Unterschriften auf ihrer Liste sollen von Personen stammen, die erst im Jahr 2020 geboren wurden.
Im Mai 2020 gab Kanapazkaja bekannt, dass sie als unabhängige Kandidatin bei der Präsidentschaftswahl antreten werde. Sie begründete ihre Kandidatur mit dem Vertrauensverlust der Bevölkerung in die Regierung und strebte „tiefe strukturelle Reformen“ im politischen, ökonomischen und sozialen Bereich an. Sich selbst stellte sie als die einzige Kandidatin dar, die pro-europäisch und nicht von Russland abhängig sei. Ebenso bezeichnete sie sich und Amtsinhaber Aljaksandr Lukaschenka als die einzigen ernstzunehmenden Kandidaten bei der Wahl.
Im Wahlkampf fiel sie wiederholt durch starke Kritik an den anderen Oppositionskandidaten auf. So sagte sie etwa, Wiktar Babaryka könne als ehemaliger Manager von Gazprom aufgrund seiner Abhängigkeit von Russland ebenso wenig Präsident von Belarus werden, wie ein Pädophiler im Kindergarten arbeiten könne. Andere Oppositionspolitiker warfen ihr daher vor, für Lukaschenka als „Spielverderberin“ der Opposition anzutreten, und forderten sie auf, ihre Kandidatur zurückzuziehen.
Bei der Wahl erhielt Kanapazkaja rund 1,68 Prozent der Stimmen und landete damit deutlich hinter Aljaksandr Lukaschenka und Swjatlana Zichanouskaja. Kanapazkaja legte, wie die drei anderen Oppositionskandidaten, bei der Wahlkommission Beschwerde gegen das Ergebnis ein, die jedoch abgelehnt wurde.

## Politische Positionen
Zu ihren wichtigsten Anliegen gehört die Eigenständigkeit von Belarus gegenüber Russland. So fordert sie, den ihrer Meinung nach verfassungswidrigen russisch-belarussischen Unionsvertrag zu kündigen, und setzt sich für eine Stärkung der belarussischen gegenüber der russischen Sprache ein. Ebenso strebt sie eine Abkehr von Sowjettraditionen an und fordert die Wiedereinführung des Feiertags am 25. März, dem Tag der Unabhängigkeit der Weißrussischen Volksrepublik von Sowjetrussland 1918.
Sich selbst bezeichnet sie als pro-europäische Politikerin.
Im Zusammenhang mit ihrer Tätigkeit als Rechtsanwältin kritisierte sie die Einschränkungen der Rechtsstaatlichkeit in Belarus und die Verfolgung von Oppositionellen.
Sie fordert demokratische Reformen und setzt sich für Veränderungen im ökonomischen und sozialen Bereich ein, insbesondere für einen Ausbau sozialer Sicherungssysteme.

## Kritik
Die Aktivitäten Kanapazkajas in der Opposition sorgen regelmäßig für Spekulationen hinsichtlich ihres Verhältnisses zur Regierung Lukaschenka. So bewerteten einige internationale Medien ihren Einzug ins Repräsentantenhaus 2016 als Zeichen dafür, dass Lukaschenka Reformbereitschaft signalisieren wolle, um die Beziehungen zur EU zu entspannen. Sie sei zu diesem Zweck ins Parlament „gelassen“ worden und diene als „Opposition von [Lukaschenkas] Gnaden“.
Auch innerhalb der Oppositionsbewegung ist sie umstritten. Während ihr einerseits vorgeworfen wurde, sich als „Feigenblatt“ zur Verbesserung des internationalen Ansehens Lukaschenkas instrumentalisieren zu lassen, sahen andere in ihrem Einzug ins Parlament eine Möglichkeit, wenigstens in geringem Maße Pluralismus im Parlament zu etablieren. Bezogen auf die Kritik sagte Kanapazkaja, der Einzug ins Parlament sei zwar kein Zeichen, dass Demokratie ausgebrochen sei, andererseits sei ihre Tätigkeit als Abgeordnete aber eine Möglichkeit, die sie nutzen wolle.
Vor der Präsidentschaftswahl 2020 kamen, auch vor dem Hintergrund ihrer harten Kritik an anderen Oppositionskandidaten, erneut Vorwürfe auf, sie trete als „Spielverderberin“ der Opposition auf. Dabei wurde auch hinterfragt, weshalb drei der aussichtsreichsten Kandidaten – Wiktar Babaryka, Waleryj Zepkala und Sjarhej Zichanouski – nicht zur Wahl zugelassen oder inhaftiert worden waren, wohingegen Kanapazkaja antreten durfte. Sie selbst führte dies unter anderem auf ihre langjährige Tätigkeit in der Opposition zurück und verwies darauf, dass sie solche Repressionen bereits früher habe hinnehmen müssen.

## Trivia
Einen Monat vor der Präsidentschaftswahl 2020 behauptete Kanapazkaja auf Facebook, sie habe bei einem Treffen mit den Botschaftern der EU und des Vereinigten Königreichs darüber diskutiert, welche Kleidung sie bei ihrer Amtseinführung tragen solle.